# 495

## Nașteri
- dată necunoscută: Chlodomer  (d. 524)
- dată necunoscută: Olimpiodor cel Tânăr  (d. 570)